# Angela Beesley
Pour les articles homonymes, voir Beesley.
Angela Beesley Starling, née le 3 août 1977 à Norwich, est une entrepreneure britannique, connue pour avoir cofondé Fandom Inc.

## Biographie
Impliquée dans Wikipédia depuis 2003, Beesley est élue au conseil d'administration de la Wikimedia Foundation en 2004, réélue en 2005. Pendant cette période, elle s'active à éditer des contenus et les règles internes de respect de la vie privée. Elle démissionne du conseil en juillet 2006. Depuis le 21 février 2006, elle reste l'un des membres fondateurs du comité des Communications de la fondation Wikimedia. 
En octobre 2004, Beesley fonde avec Jimmy Wales l'entreprise hébergeant un service de wikis appelé Wikia. Elle est vice-présidente des relations communautaires.
Le 23 novembre 2008, elle épouse le développeur MediaWiki Tim Starling et habite désormais à Sydney.